# مهدی قوام صفری
مهدی قوام صفری (متولد ۱۳۳۹) دانشیار و مدیر سابق گروه فلسفهٔ دانشگاه تهران است. قوام صفری را می‌توان از جمله متخصصان فلسفهٔ یونان باستان در ایران به حساب آورد، عنوان پایان‌نامهٔ دکترای وی نیز «نظریهٔ صورت در فلسفهٔ ارسطو» است که از سوی انتشارات حکمت منتشر شده است. از دیگر آثار او می‌توان به ترجمهٔ برهان شفا اثر ابن سینا و ۹ جلد نخست تاریخ فلسفهٔ یونان (۱۸ جلد) اثر کی. دبلیو. سی. گاتری از منابع اصلی مطالعاتی فلسفهٔ یونان اشاره کرد. بیان شیرین و تقریر روان قوام صفری از مسائل و تاریخ فلسفه، جلسات درس او را به یکی از کلاس‌های جذاب و پرطرفدار در دانشگاه تهران تبدیل کرده است.

## تحصیلات
وی به‌خاطر علاقهٔ فراوان به فلسفه، تحصیلات خود را در رشتهٔ شیمی، ناتمام رها کرد و در سال ۱۳۶۶ در مقطع کارشناسی فلسفه از دانشگاه تبریز فارغ‌التحصیل شد. او سپس مدرک کارشناسی ارشد و دکترای خود را به ترتیب در سال‌های ۱۳۶۹ و ۱۳۷۶ از دانشگاه تهران دریافت کرد.

## کتاب‌ها

### تألیف
- مابعدالطبیعه چگونه ممکن است؟، تهران: سازمان انتشارات پژوهشگاه فرهنگ و اندیشهٔ اسلامی، ۱۳۸۸.
- ترجمه و تفسیر برهان شفا، ویراستار علمی هادی وکیلی، پژوهشگاه فرهنگ و اندیشهٔ اسلامی، ۱۳۹۱.
- نظریهٔ صورت در فلسفهٔ ارسطو (ویرایش دوم). تهران: انتشارات حکمت، ۱۳۹۴.
- آشنایی با معرفت‌شناسان. تهران: مؤسسهٔ فرهنگی دانش و اندیشهٔ معاصر، ۱۳۹۵.[۱۰]
- آشنایی با اصطلاحات معرفت‌شناسی. تهران: مؤسسهٔ فرهنگی دانش و اندیشهٔ معاصر، ۱۳۹۵.
- کیف یمکن قیام متافیزیقا؟. بغداد: المرکز الاسلامی للدراسات الاستراتیجیه، ۱۳۹۶.

### ترجمه
- طباطبایی، محمدحسین، برهان، ترجمه، تصحیح و تعلیق مهدی قوام صفری، قم: مرکز انتشارات دفتر تبلیغات اسلامی حوزهٔ علمیه، ۱۳۷۱
- ابن سینا، حسین‌بن عبدالله، برهان شفا، ترجمه و پژوهش مهدی قوام قوام صفری، تهران: فکر روز، ۱۳۷۳[۱۱]
- فایرابند، پاول، بر ضد روش: طرح نظریهٔ آنارشیستی معرفت، ترجمهٔ مهدی قوام صفری، تهران: فکر روز، ۱۳۷۵
- گ‍ات‍ری، وی‍ل‍ی‍ام ک‍ی‍ت چ‍ی‍م‍ب‍رز، تاریخ فلسفهٔ یونان (۱): آغ‍از ت‍ال‍س‌، ترجمهٔ مهدی قوام صفری، تهران: فکر روز، ۱۳۷۵[۱۲]
- گ‍ات‍ری، وی‍ل‍ی‍ام ک‍ی‍ت چ‍ی‍م‍ب‍رز، تاریخ فلسفهٔ یونان (۲): آن‍اک‍س‍ی‍م‍ن‍در. آن‍اک‍س‍ی‍م‍ن‍س‌، ترجمهٔ مهدی قوام صفری، تهران: فکر روز، ۱۳۷۵[۱۳]
- گ‍ات‍ری، وی‍ل‍ی‍ام ک‍ی‍ت چ‍ی‍م‍ب‍رز، تاریخ فلسفهٔ یونان (۳): ف‍ی‍ث‍اغ‍ورس و ف‍ی‍ث‍اغ‍وری‍ان‌، ترجمهٔ مهدی قوام صفری، تهران: فکر روز، ۱۳۷۵
- گ‍ات‍ری، وی‍ل‍ی‍ام ک‍ی‍ت چ‍ی‍م‍ب‍رز، تاریخ فلسفهٔ یونان (۴): آل‍ک‍م‍ای‍ون. ک‍س‍ن‍وف‍ان‍س‌، ترجمهٔ مهدی قوام صفری، تهران: فکر روز، ۱۳۷۵
- گ‍ات‍ری، وی‍ل‍ی‍ام ک‍ی‍ت چ‍ی‍م‍ب‍رز، تاریخ فلسفهٔ یونان (۵): ه‍راک‍ل‍ی‍ت‍وس‌، ترجمهٔ مهدی قوام صفری، تهران: فکر روز، ۱۳۷۶
- گ‍ات‍ری، وی‍ل‍ی‍ام ک‍ی‍ت چ‍ی‍م‍ب‍رز، تاریخ فلسفهٔ یونان (۶): ال‍ی‍ای‍ی‍ان: پ‍ارم‍ن‍ی‍دس. زن‍ون. م‍ل‍ی‍س‍وس‌، تهران: فکر روز، ۱۳۷۸
- گ‍ات‍ری، وی‍ل‍ی‍ام ک‍ی‍ت چ‍ی‍م‍ب‍رز، تاریخ فلسفهٔ یونان (۷): ام‍پ‍دک‍ل‍س‌، تهران: فکر روز، ۱۳۷۵
- گ‍ات‍ری، وی‍ل‍ی‍ام ک‍ی‍ت چ‍ی‍م‍ب‍رز، تاریخ فلسفهٔ یونان (۸): آن‍اک‍س‍اگ‍وراس. آرخ‍لائ‍وس. دی‍وگ‍ن‍س آپ‍ول‍ون‍ی‍ای‍ی‌، تهران: فکر روز، ۱۳۷۸[۱۴]
- گ‍ات‍ری، وی‍ل‍ی‍ام ک‍ی‍ت چ‍ی‍م‍ب‍رز، تاریخ فلسفهٔ یونان (۹): ات‍م‍ی‍ان: ل‍ئ‍وک‍ی‍پ‍وس. دم‍وک‍ری‍ت‍وس‌، تهران، فکر روز، ۱۳۷۸[۱۵]
- راس، دیوید، ارس‍طو؛ م‍ت‍رج‍م م‍ه‍دی ق‍وام ص‍ف‍ری، ت‍ه‍ران: ف‍ک‍ر روز، ۱۳۷۷
- طباطبایی، محمدحسین، برهان، ویراست دوم، ترجمه، تصحیح و تعلیق مهدی قوام صفری، قم: بوستان کتاب، ۱۳۸۷[۱۶]
- گ‍ات‍ری، وی‍ل‍ی‍ام ک‍ی‍ت چ‍ی‍م‍ب‍رز، تاریخ فلسفهٔ یونان (۱): پیش از سقراطیان متقدم و فیثاغورسیان، تهران: مؤسسه انتشارات دانشگاه تهران، ۱۳۹۵[۱۷]

### مقالات انگلیسی
- Plato and Innatism[۱۸]
- Plato Seeking for “One Real Explanation” in Phaedo[۱۹]